# Clément Couture
Pour l’article homonyme, voir Couture (homonymie).
Clément Couture, né le 2 août 1939 et mort le 8 juillet 2021, est un administrateur et homme politique fédéral du Québec.

## Biographie
Né à Saint-Camille dans la région de l'Estrie, il devint député du Parti progressiste-conservateur du Canada dans la circonscription fédérale de Saint-Jean en 1988. Il fut défait en 1993 par le bloquiste Claude Bachand.